# Tito Vega
César Augusto Vega Cabieses (Jesús María, 19 de mayo de 1974), conocido por su nombre artístico Tito Vega, es un actor, improvisador teatral y docente peruano, que ha participado y protagonizado en obras de teatro y películas.

## Biografía
Nació el 19 de mayo de 1974 en Jesús María, distrito de la provincia de Lima; bajo el nombre completo de César Augusto Vega Cabieses.[cita requerida]
Vega estudió actuación en el Conservatorio de Formación Actoral del Teatro Británico y formó parte de la asociación cultural Bola Roja de la mano de la actriz y comedianta peruana Wendy Ramos, y Keto Impro con el actor argentino Sergio Paris, donde ha desarrollado sus talleres de improvisación teatral y clown. A lo paralelo, Vega trabajó como gerente de ventas de una empresa inmoviliaria local.
Pero fue hasta el año 2012 cuando debutó oficialmente como actor en la obra teatral La ciudad y los perros, bajo la dirección de Édgar Saba, en la que interpretó a uno de los alumnos del Colegio Militar Leoncio Prado y realizó una gira por México con el elenco. Ya para esa época, fundó el grupo teatral Tercera Llamada, donde se desempeña en la actualidad como director general.
En 2013 Vega asumió su primer protagónico con la comedia La cena de los idiotas de la dirección de Nicolás Fantinato, que gracias a su interpretación, recibe el galardón de «Mejor actor de comedia» por parte de los Premios El Oficio Crítico. Inicialmente, interpretaría un papel menor dentro de la ficción, pero por pedido de Fantinato cambió de rol al de protagonista. En ese año, fue parte del reparto principal de la obra cómica Cara vemos, corazones no sabemos contando con la participación de los actores Michael Finseth y Gloria Klein. Tuvo una breve participación en la teleserie Los amores de Polo en ese año, interpretando al músico Mario Cavagnaro.
En el año 2017, fue protagonista de la obra teatral El sótano encantado junto a Fabiola Coloma y Tomás Carreño, interpretando a Jacobo, uno de los hermanos que fueron a jugar fútbol en la casa de su abuela.
En el cine, Vega participó en los repartos recurrentes de las películas La casa rosada (2016) interpretando al integrante de Los Sinchis, Una comedia macabra (2017) como el Payaso, La peor de mis bodas 2 (2017) bajo el papel del Mozo y la secuela No me digas solterona (2018 y 2022) con el mismo rol.[cita requerida]
Continuó trabajando en el teatro en 2018 acreditándose en el protagónico de la sitcom Cita a ciegas de la dirección de Adrián Torres y la colaboración de la productora DaDA Teatro, compartiendo el rol con la primera actriz Cecilia Tosso.
En el año 2024, protagoniza con la actriz cómica Zelma Gálvez la obra teatral Ampay me encontré de Marcela Hinostroza, bajo el formato de comedia, y fue estrenado en el Auditorio Dai Hall del Centro Cultural Peruano Japonés.
En ese año, ingresa al reparto principal del remake Pituca sin lucas de Latina Televisión, donde asume el papel del vendedor de pescado gay Enrique «Enrí» Andrade, el mejor amigo de Conchita y Goyo. Anteriormente, participó recurrentemente en las telenovela Junta de vecinos de América Televisión durante el periodo 2021-2022, interpretando a Isidro. También en ese mismo año, Vega fue anunciado como participante de la décima temporada del reality culinario El gran chef famosos, compitiendo contra otras personalidades del medio local.

## Filmografía

### Teatro
- La ciudad y los perros (2012-2013), reparto principal.
- La cena de los idiotas (2013), protagonista.
- Caras vemos, corazones no sabemos (2013), reparto principal.
- El sótano encantado (2017), protagonista.
- Cita a ciegas (2018), protagonista.
- Por no ser decentes (2019), reparto principal.
- Un perfecto mentiroso (2019), coprotagonista.
- Tramposo al alto vuelo (2020), protagonista.
- Ampay me encontré (2024), protagonista.

### Televisión
- Confesiones, historias de la vida misma (2013-2014), varios roles.
- Los amores de Polo (2013), Mario Cavagnaro (reparto recurrente).
- Princesas (2020-2021), reparto recurrente.
- Brujas (2022), reparto recurrente.
- Junta de vecinos (2021-2022), Isidro (reparto recurrente).
- Pituca sin lucas (2024), Enrique «Enrí» Andrade (reparto principal).
- El gran chef famosos (2024-2025), participante.

### Cine
- La casa rosada (2016), Integrante de Los Sinchis (reparto recurrente).
- Una comedia macabra (2017), Payaso (reparto principal).
- No me digas solterona (2018), Mozo (reparto principal).
- La peor de mis bodas 2 (2019), Mozo (reparto recurrente).
- No me digas solterona 2 (2022), Mozo (reparto principal).
- Sugar en aprietos (2022), reparto principal.